# 門島駅
門島駅（かどしまえき）は、長野県下伊那郡泰阜村門島にある、東海旅客鉄道（JR東海）飯田線の駅である。

## 歴史
泰阜ダム建設用の資材輸送や、舟運の貨物代替輸送等を行うために開設された。

### 年表
- 1932年（昭和7年）10月30日：三信鉄道門島 - 天竜峡間開通時に、終着駅として開設[1][2][3]。一般駅[2]。
- 1935年（昭和10年）11月15日：三信鉄道が温田駅まで延伸、途中駅となる[3]。
- 1943年（昭和18年）8月1日：三信鉄道線が飯田線の一部として国有化、鉄道省（後の日本国有鉄道）の駅となる[2][3]
- 1971年（昭和46年）12月1日：貨物・荷物扱い廃止（旅客駅化）[2]。
- 1984年（昭和59年）2月24日：飯田線南部CTC化に伴い、無人駅化[4][5]。
- 1987年（昭和62年）4月1日：国鉄分割民営化に伴い、JR東海の駅となる[2][6]。
- 1997年（平成9年）12月15日：駅舎解体[1]。
- 2013年（平成25年）
  - 9月：台風18号の影響により、平岡駅 - 天竜峡駅間は運休となり、バスによる代行輸送となる。
  - 10月10日：天竜峡駅 - 平岡駅間運転再開。

## 駅構造
島式ホーム1面2線を有し、交換設備を備える地上駅。平岡方面に構内踏切がある。飯田駅管理の無人駅で駅舎は無く、ホームに待合所がある。

### のりば
| 番線 | 路線      | 方向 | 行先               |
| ---- | --------- | ---- | ------------------ |
| 1    | CD 飯田線 | 下り | 天竜峡・飯田方面   |
| 2    | CD 飯田線 | 上り | 中部天竜・豊橋方面 |

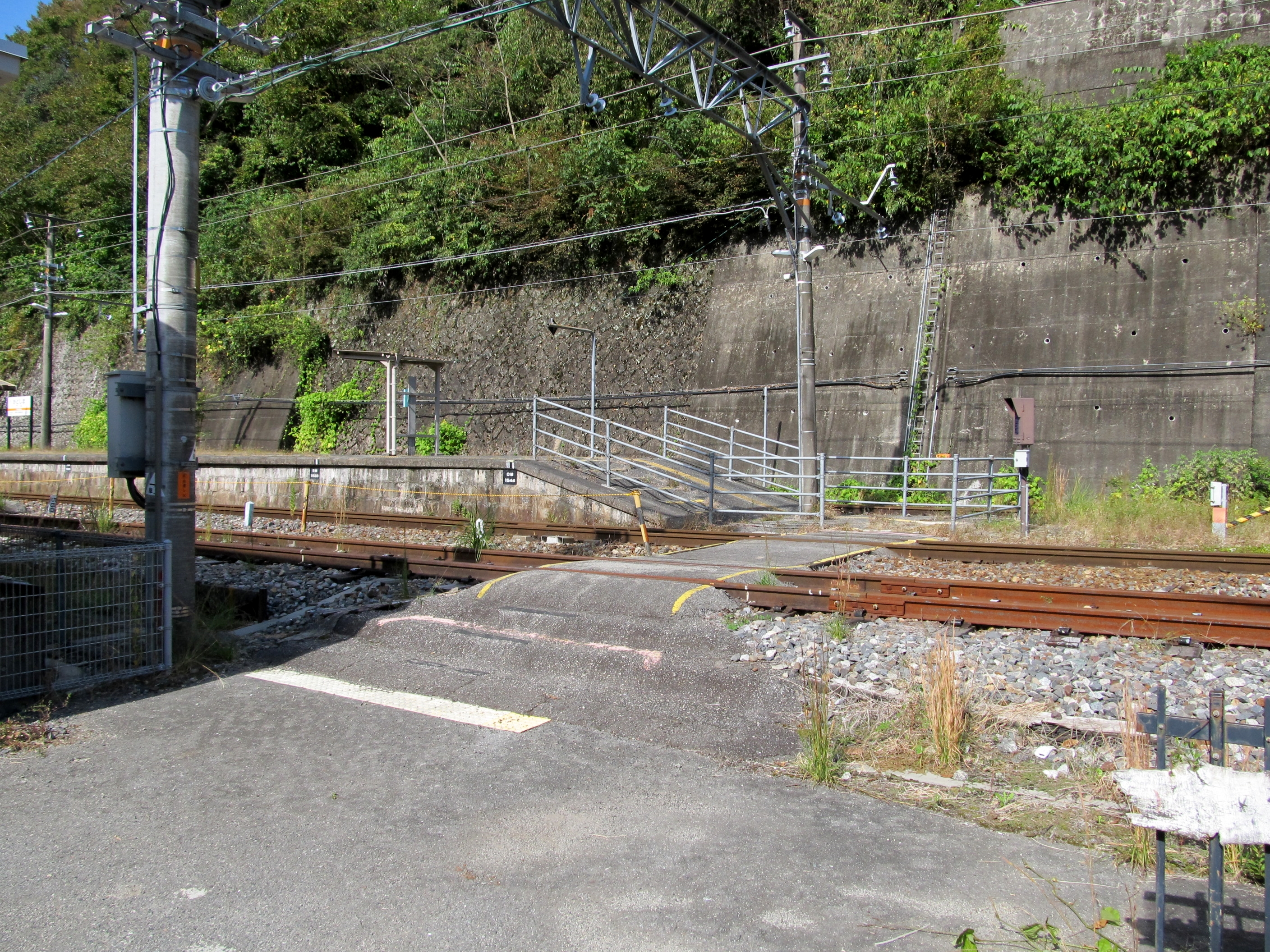
駅出入口（2022年10月）
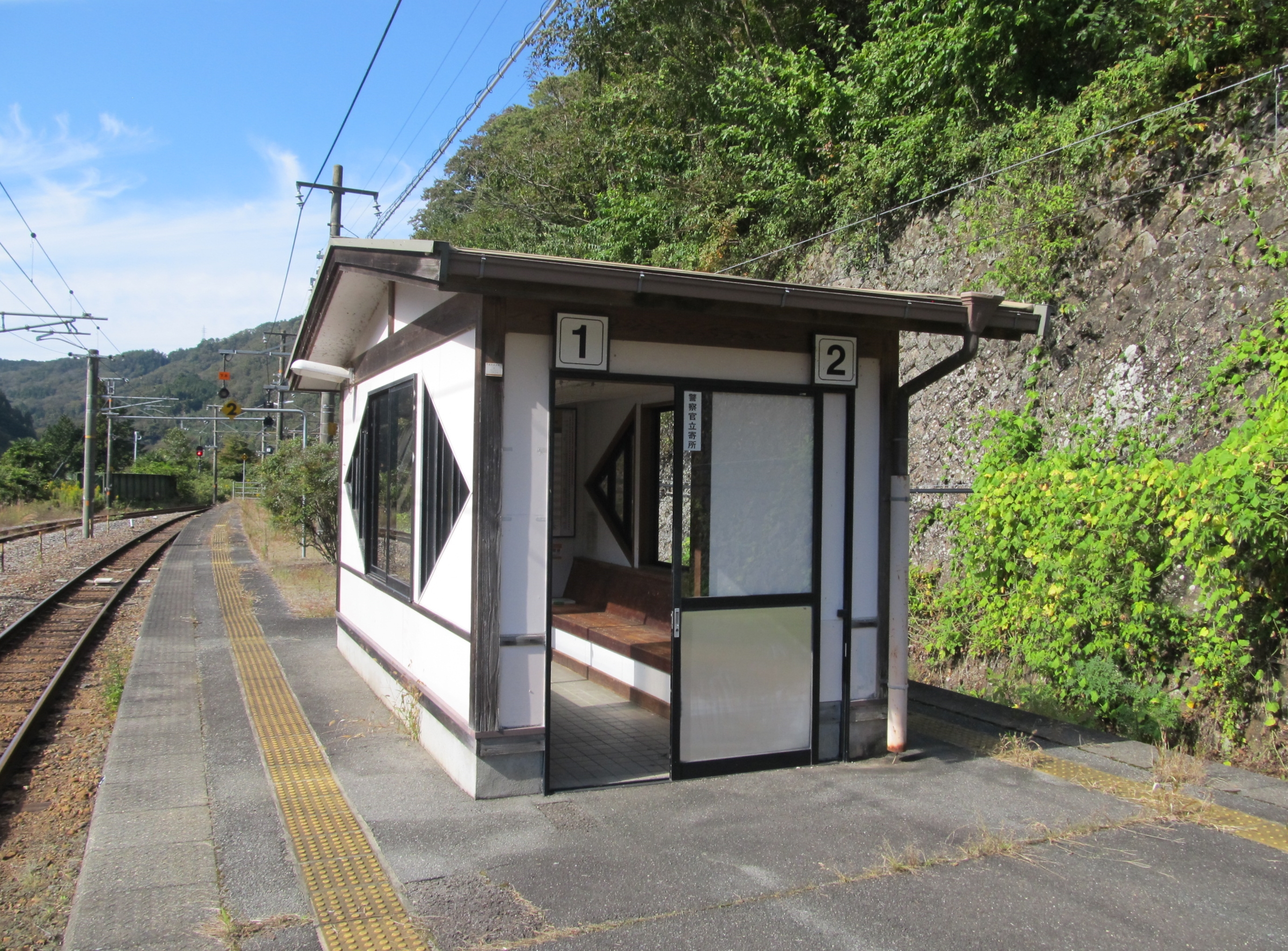
待合室（2022年10月）

## 利用状況
「長野県統計書」によると、1日平均乗車人員は以下の通り。
- 2007年度 - 17人[1]
- 2009年度 - 12人[1]
- 2010年度 - 16人
- 2011年度 - 11人
- 2012年度 - 12人
- 2013年度 - 9人
- 2014年度 - 6人
- 2015年度 - 7人
- 2016年度 - 4人[8]
- 2017年度 - 5人[9]
- 2018年度 - 4人[10]

## 駅周辺
泰阜村だけで無く、天竜川を挟んだ阿南町富草地区も利用圏である。
- 泰阜村役場
- 門島簡易郵便局
- 天竜川
- 泰阜ダム[1]

## 隣の駅
東海旅客鉄道（JR東海）
CD 飯田線
■快速（上りのみ運転）・■普通
温田駅 - 田本駅（※） - 門島駅 - 唐笠駅
（※）一部の普通列車は田本駅に停車しない。